# Cshö Inhun
Cshö Inhun (hangul: 최인훈, handzsa: 崔仁勳, RR: Choi In-hun; 1936. április 13. – Kojang, 2018. július 23.) dél-koreai író, legismertebb műve az 1960-ban kiadott Kvangdzsang (Gwangjang) (광장, „A tér”; angol címén: The Square).

## Élete és munkássága
Cshö (Choi) a mai Észak-Korea területén született, 1950-ben, a koreai háború idején délre szökött a családjával. 1952-ben felvették a Szöuli Nemzeti Egyetem jogi karára, de nem végezte el. 1959-ben írta első regényét. 1977–2001 között kreatív írást tanított a Szöuli Művészeti Intézetben és professor emeritus lett.
Az 1960-as évek egyik legfontosabb, a koreai háborúval foglalkozó regényét írta meg Kvangdzsang (Gwangjang) (광장, „A tér”) címmel, melynek főhőse Észak-Koreát először egy „tiszta, nyílt térhez” hasonlítja, Dél-Koreát pedig „hermetikusan zárt, fojtogató szobához”, hamarosan azonban az északi ideológiából is kiábrándul. A regény Osváth Gábor szerint „a két diktatúra szorításában fulladozó koreai értelmiség erkölcsi, eszmei válságának kórképe”, pontos korrajz.

## Válogatott művei
Regények
- Reflections on a Mask
- The Square" (1960)
- A Dream of Nine Clouds (1962)
- A Grey Man (1963)
- Journey to the West (1966)
- The Sound of Laughter (1967)
- One Day in the Life of Novelist Kubo (1969)
- Typhoon (1973)
- The Keyword (1994)

Drámák
- Where Shall We Meet Again? (1970)
- Shoo-oo Shoo Once Upon A Time (1976)

Esszék
- Meditation on the Road (1989)